# 基明
基明（德語：Chieming，德語發音：[ˈkiːmɪŋ]）是德国巴伐利亚州的一个市镇，属于上巴伐利亚行政区和特劳恩施泰因县。该市镇总面积37.73平方千米，截至2023年12月31日总人口为5,065人。